# Migeum (métro de Séoul)
Migeum (hangeul : 미금 ; hanja : 美金) est une station de correspondance entre la ligne Suin–Bundang et la ligne Sin Bundang du métro de Séoul. Elle est située au 156 Seongnam-daero, en limite des quartiers Gumi-dong et Geumgok-dong, dans l'arrondissement Bundang-gu de la ville Seongnam-si, sur le territoire de la province Gyeonggi-do, au sud-est de Séoul, en Corée du Sud.
Ouverte en 1994, la station est desservie par les rames omnibus qui circulent sur la ligne Suin–Bundang.

## Situation sur le réseau

Plan du réseau (2023)

La station Migeum est une station de correspondance entre la ligne Suin–Bundang et la ligne Sin Bundang du métro de Séoul :
sur la ligne Suin–Bundang, c'est une station souterraine située entre la station Jeongja, en direction du terminus nord-ouest Incheon, et la station Ori, en direction du terminus nord-est Incheon ;
sur la ligne Sin Bundang, c'est une station souterraine située entre la station Jeongja, en direction du terminus nord Sinsa, et la station Dongcheon en direction du terminus sud Gwanggyo.

## Histoire
La station Migeum est mise en service le 1er septembre 1994, lors de l'ouverture à l'exploitation, des 18,5 km de Suseo à Ori, de la première section de la ligne Bundang.